# ورقيات الأرجل
ورقيات الأرجل (الاسم العلمي: Phyllopoda) هي صنف من الحيوانات تتبع طائفة غلصميات الأرجل من شعيبة القشريات.